# Anthostomella myricae
Anthostomella myricae är en svampart som beskrevs av Grove 1933. Anthostomella myricae ingår i släktet Anthostomella och familjen kolkärnsvampar.   Inga underarter finns listade i Catalogue of Life.